# Piosenki z serialu Siedem życzeń
Piosenki z serialu Siedem Życzeń – czwarty album grupy Banda i Wanda, wydany 6 listopada 2009.
Płyta zawiera utwory z popularnego serialu młodzieżowego Siedem życzeń. Nie jest to jednak oryginalny materiał z lat 80. – wszystkie piosenki zostały nagrane na nowo, jednak w tych samych aranżacjach. Do wydania albumu przyczyniły się liczne prośby fanów zespołu. Teksty wszystkich piosenek napisał scenarzysta serialu – Maciej Zembaty, a muzykę – John Porter.

## Lista utworów
źródło.
1. "Czy to szczęście czy nieszczęście" – 3:25
2. "Siedem życzeń" – 3:52
3. "Głowa do góry" – 2:36
4. "Chcę być dorosły" – 3:57
5. "Jestem zmęczony" – 3:28
6. "Zostawcie mnie" – 4:52
7. "Dawać" – 2:31
8. "Nie ma już nic" – 4:02
9. "Egipski rock" – 2:26
10. "Siedem życzeń" (wersja akustyczna) – 2:21

## Twórcy
| Wszystkie utwory zostały zaaranżowane w roku 1984 przez zespół Wanda&Banda w składzie: - Wanda Kwietniewska – wokal, chórki - Marek Raduli – gitara - Jacek Krzaklewski – gitara - Henryk Baran – gitara basowa - Andrzej Tylec – perkusja | W kwietniu 2009 roku w nagraniach udział wzięli: - Wanda Kwietniewska – wokal - Krzysztof "Gabłoń" Gabłoński – gitara, chórki - Bartosz Jończyk – gitara - Dominik "Husky" Samborski – gitara basowa - Damian Grodziński – perkusja - Katarzyna "Plagina" Szubartowska – chórki |

- Producent nagrań: Wanda Kwietniewska
- Produkcja, Realizacja, Mix, Master: Sławek "Guadky" Gładyszewski
- Nagrań dokonano w:
STUDIO BAJM D-MUSIC - Adam Drath
STUDIO GROOVE - Dominik Samborski, Katarzyna Szubartowska, www.studiogroove.com.pl
STUDIO NAGRAŃ OKO - Paweł Pękalski
WYTWÓRNIA CIŚNIEŃ AKUSTYCZNYCH - Sławek "Guadky" Gładyszewski
- Management:
Ula Rząd
- Zdjęcia: Robert Grablewski, Adam Hołysz, Jan Olszewski
- Zdjęcie z okładki: Łukasz Gazdecki
- Okładka: sg
- Wydawca: BOX MUSIC, Bogdan Tyc